# HCC Heerlen
HCC Heerlen was een Nederlandse hockey- en cricketclub uit de Limburgse plaats Heerlen.
De club werd opgericht op 26 september 1946 en speelde op Sportpark Emma aan de Passartweg in Hoensbroek, toen nog een aparte gemeente. Daar lag een hoofdveld omgeven door een sintelbaan en twee bijvelden, alles natuurgras. 
In de jaren '80 (?) verhuisde de club naar Sportpark Kaldeborn in Heerlen waar ook een voetbal- (Heerlen Sport) en een tennisvereniging gevestigd waren. In 2009 werd de intentie uitgesproken tot verregaande samenwerking met HC Kerkrade. Met ingang van het seizoen 2009/10 waren de vaandelteams (Heren 1 en Dames 1) van beide clubs gefuseerd. Zo'n drie seizoenen lang speelden deze teams onder de naam "Parkstad Limburg". Op 15 mei 2013 werd op de Algemene ledenvergadering met zeer ruime meerderheid gestemd voor de fusie met Kerkrade. HCC Heerlen is zodoende opgegaan in het op 1 augustus 2013 opgerichte HC Nova.